# Sneugle
Sneuglen (latin: Bubo scandiacus) lever i den nordlige halvkugles tundraområder. I Danmark er den en meget sjælden gæst.

## Udseende
Sneuglehannen er næsten helt hvid, med enkelte brune aftegninger. Hunnen derimod har brunsorte pletter i den hvide fjerdragt.
Sneuglen måler cirka 53−66 centimeter fra halespids til næbspids og vejer omkring to kilogram. Vingefanget er 142−166 centimeter. Hunnen er en smule større end hannen. Sneuglen er noget mindre end den store hornugle, som den i øvrigt er nært beslægtet med. Ligesom stor hornugle er øjnene gule. Vingeslagene er dybe i lighed med en ørns.

## Udbredelse
Den yngler på tundra eller fjeldheder over trægrænsen.

## Adfærd
Sneuglen bygger ingen egentlig rede, men lægger de 4-8 æg direkte på jorden. Æggene lægges over en lang periode, og der bliver derfor stor forskel på ungernes størrelse i et stort kuld unger. 8 unger opnås kun i sæsoner med mange lemminger, som er sneuglens primære fødekilde. Herudover tages også mus.
Ungerne klækkes efter en rugetid på 30-35 dage.
Sneuglen er kønsmoden ved 2 års alderen. Udenfor yngletiden lever den alene.

## Stemme
Sneuglens revirsang er et kort, dumpt, lidt stønnende "hooh", som bliver gentaget med nogle sekunders mellemrum. Det minder om svartbagens kald. Hannens advarselslyd er et bjæffende "kræk-kræk-kræk", der minder om kaldet fra gråand hun. Hunnens advarselkald er en høj hvæsen. Et gennemtrængende og fløjtende skrig "siiuue" bruges af både hunnen og de tiggende unger.

## Bestand
Sneuglen sjælden, men ikke en truet dyreart. Bestandsstørrelsen er dårligt kendt, da sneuglen er udbredt over hele Arktis, blot der er lemminger til stede.
I perioder med ringe føde søger enkelte individer så langt sydpå som Danmark. Den bliver oftest set ved Skagen i forbindelse med såkaldte invasioner i marts/april måned. Det drejer sig som regel om ungfugle. Indenfor de seneste omkring 150 år er der kun set få hundrede fugle i Danmark. Flest fugle blev set under invasionerne i 1888/89 og omkring 100 år senere i 1999/2000, begge gange med omkring 30 individer. Under "invasionen" i 2009 blev 3 forskellige fugle set, alle i Nordjylland.

## Zoo
Der er mulighed for at se sneuglen i Zoologisk have i København.

## Grønlandsk navn
På grønlandsk hedder sneuglen uppik. Oversat til dansk bliver det noget henad "skvat-om-fuglen". Historien bag dette navn menes at have oprindelse i sneugleungernes forsvarsmekanisme. Hvis ungerne bliver grebet før de er store nok til at forsvare sig, falder de omkuld, stritter med fødderne og bliver ganske stive som om de er døde og har været det længe. Dette skulle være et forsvar mod ræve, som foretrækker levende bytte.

## I kulturen
En sneugle-hun, Hedwig, spiller en fremtrædende rolle i historierne om Harry Potter.